# Citharacanthus sargi
Citharacanthus sargi là một loài nhện trong họ Theraphosidae.
Loài này thuộc chi Citharacanthus. Citharacanthus sargi được Embrik Strand miêu tả năm 1907.